# ودي شو
ودي شو (بالإنجليزية: Woody Shaw) هو عازف جاز وملحن أمريكي، ولد في 24 ديسمبر 1944 في لورينبرغ في الولايات المتحدة، وتوفي في 10 مايو 1989 في نيويورك في الولايات المتحدة بسبب قصور كلوي.

## وصلات خارجية
- الموقع الرسمي
- ودي شو على موقع ميوزك برينز (الإنجليزية)
- ودي شو على موقع أول ميوزيك (الإنجليزية)
- ودي شو على موقع ديسكوغز (الإنجليزية)